# 东铁原站
東鐵原站（：／ Dongcheorwon yeok */?）曾为朝鲜半岛铁路金刚山线上的一个车站，位于江原道铁原郡，已于1950年废止。

## 历史
- 1924年8月1日：开始使用。
- 1950年6月25日：停用本站。